# Alanah Pearce
Alanah Pearce (Cairns, Queensland; 24 de agosto de 1993) es una escritora y periodista de videojuegos australiana. Desde 2020, Pearce ha trabajado para el desarrollador de juegos estadounidense Santa Monica Studio.
Pearce ha informado sobre videojuegos para varios medios de comunicación, entre ellos el sitio web de noticias de entretenimiento IGN. Trabajó en la productora Rooster Teeth de 2018 a 2020, durante la cual presentó el programa de noticias Inside Gaming y participó en su división Funhaus, que produce vídeos centrados en los videojuegos.

## Infancia y educación
Alanah Pearce nació en Cairns, Queensland, Australia, el 24 de agosto de 1993. Pearce se crio en Cairns, y posteriormente pasó nueve años en Brisbane. Desde muy joven se interesó por la escritura y los videojuegos, haciendo reseñas de videojuegos en sus diarios. Mientras trabajaba en un centro de llamadas, encontró un anuncio de trabajo para un puesto de periodista de juegos voluntario que le inspiró una carrera periodística . Se licenció en comunicación de masas en la Queensland University of Technology de Brisbane.

## Carrera

### Periodismo
De 2012 a 2015, Pearce escribió noticias sobre videojuegos para una docena de medios de comunicación, entre ellos Impulse Gamer, Zelda Universe y la BBC, y trabajó en estaciones de radio y televisión australianas. En 2012 lanzó un canal de YouTube en el que publica reseñas de juegos y vídeos personales.
Al sentir que la industria australiana de los videojuegos era demasiado pequeña, Pearce se trasladó a Estados Unidos en 2015. Ese mismo año comenzó a trabajar como editora y escritora para IGN. En 2017, sustituyó a Naomi Kyle como presentadora del programa de noticias sobre videojuegos Daily Fix de IGN. A finales de ese año, estuvo involucrada en una huelga del personal hasta que la compañía emitió una declaración sobre las acusaciones de acoso sexual hechas por la ex editora Kallie Plagge. Pearce copresentó los SXSW Gaming Awards junto a Rich Campbell en 2018.
Tras dejar IGN en 2018, Pearce se unió a la productora Rooster Teeth. Apareció regularmente en vídeos para Funhaus, una división de Rooster Teeth que produce vídeos centrados en los videojuegos, y copresentó el programa de noticias Inside Gaming de la compañía a partir de 2019. Dejó Rooster Teeth en octubre de 2020.

### Desarrollo de juego
En noviembre de 2020, Pearce se incorporó al estudio de Sony en Santa Mónica como guionista de videojuegos. Ha prestado asesoramiento en tres videojuegos y ha realizado otros trabajos en dos videojuegos antes de incorporarse al estudio. Se enfrentó al acoso en las redes sociales tras la decisión del estudio de retrasar el lanzamiento de la secuela de God of War.
Pearce hizo la actuación de voz para Gears 5 (2019) y Afterparty (2019). También prestó su voz y su imagen a un personaje de Cyberpunk 2077 (2020).

## Vida personal
Pearce atribuye a los videojuegos el haberla ayudado a sobrellevar los efectos de la encefalomielitis miálgica y la tendinitis. Ha ayudado a recaudar fondos para AbleGamers, una organización benéfica dedicada a mejorar la accesibilidad de los videojuegos. En noviembre de 2020, copresentó la primera edición de los Premios a la Accesibilidad en los Videojuegos con AbleGamers.
En 2014, Pearce se convirtió en el foco de los medios de comunicación después de que escribiera a las madres de los trolls de internet que le habían enviado amenazas de violación. En 2019, fue objeto de acoso después de que la Entertainment Software Association, organizadora del E3, filtrara al público los datos personales de los asistentes a los medios del E3 2019.
Pearce se identifica como pansexual.

## Premios y nominaciones
| Año  | Ceremonia            | Categoría                    | Resultado | Ref. |
| ---- | -------------------- | ---------------------------- | --------- | ---- |
| 2020 | Los Game Awards 2020 | Creador de contenido del Año | Nominada  |      |